# 宮古島まもる君

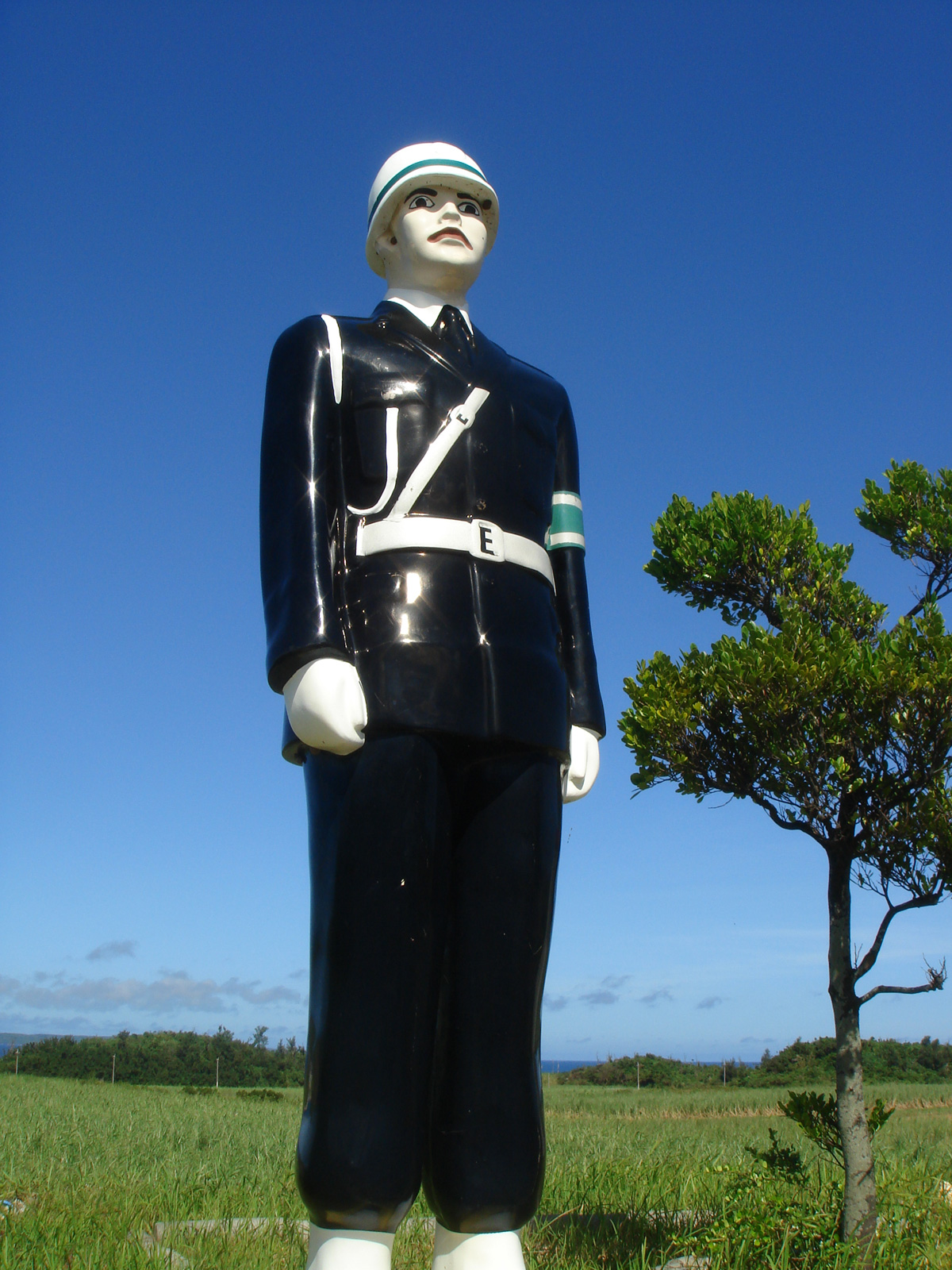
宮古島まもる君

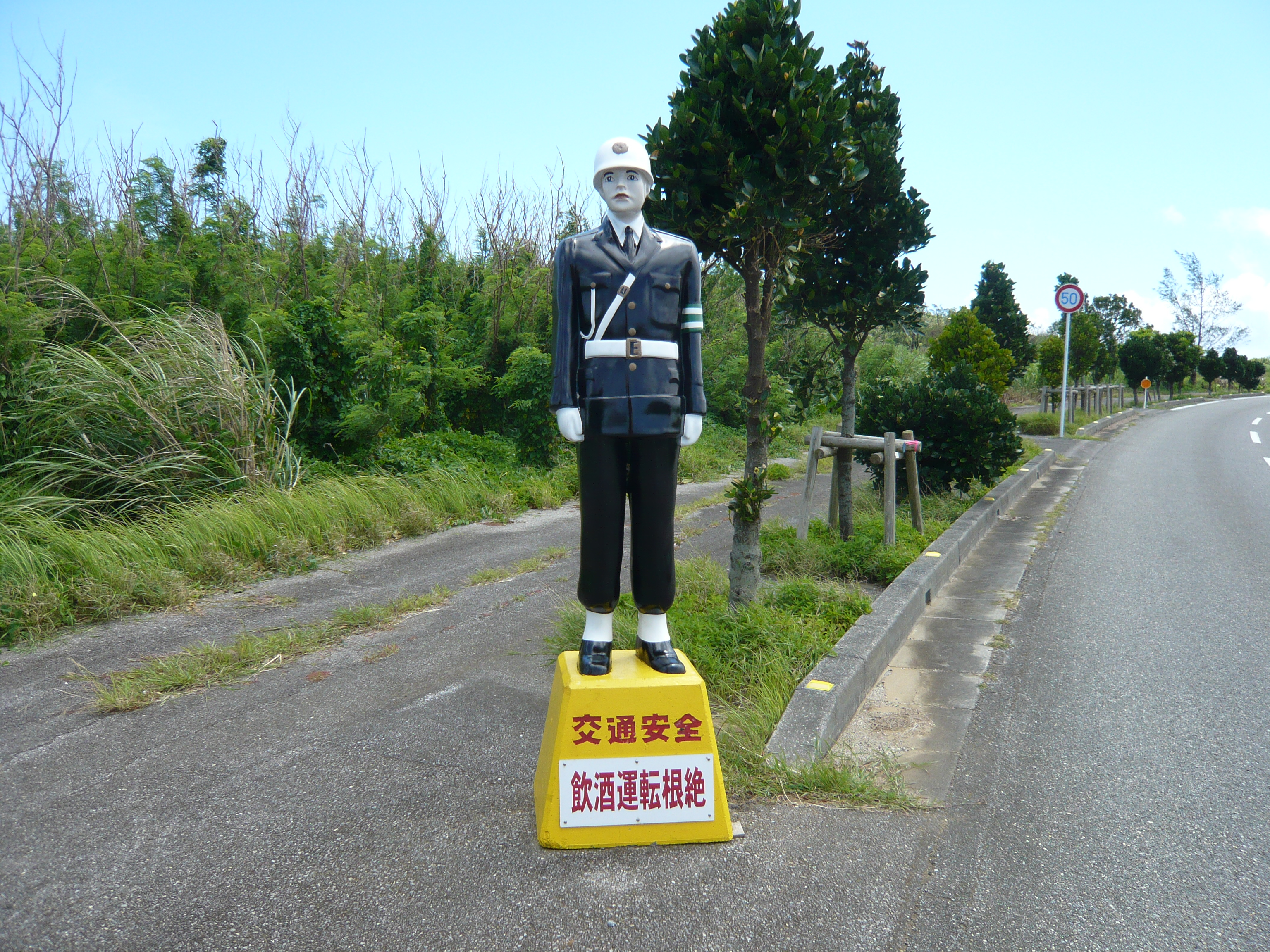
宮古まもる君。宮古島市高野の県道83号線にて撮影

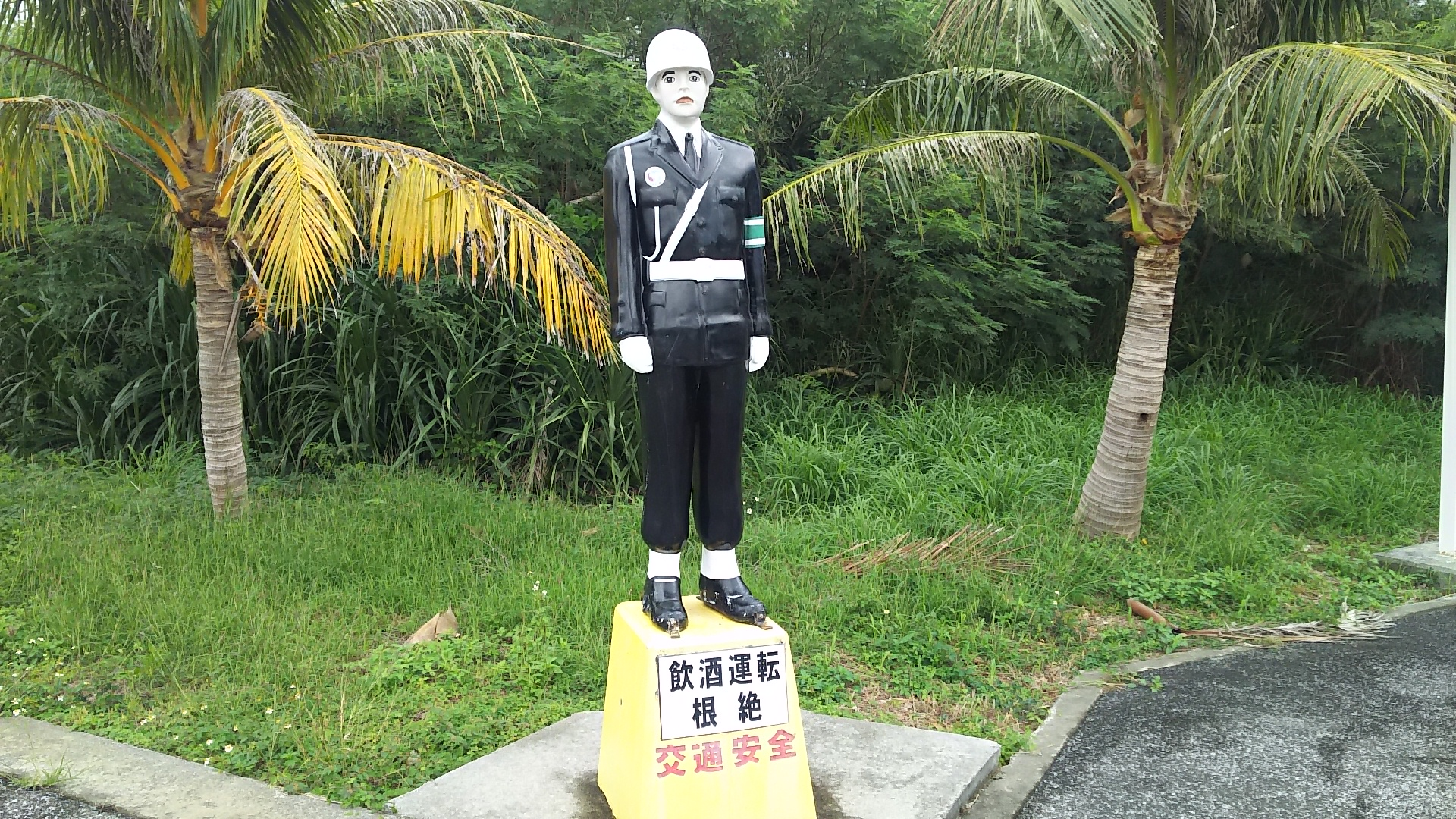
多良間空港前に立つ「多良間まもる君」

宮古島まもる君（みやこじままもるくん）は、沖縄県の宮古島警察署管内にあたる宮古列島の道路などに設置されている警察官型人形の愛称である。宮古まもる君（みやこまもるくん）と呼ばれることもある。2020年現在20基が設置されており、全員が兄弟という設定である。

## 概要
身長180cm、体重5kg（足には50kgのおもり装着）。手作業で塗装を行っているため、1基ごとに顔が異なる。伝統的には「キモ」（気持ち悪い、不気味）系の顔であるが、世代の新しいものは美形となる傾向がある。誕生日は「ミヤコ」（385）の語呂合わせで1991年（平成3年）8月5日。2011年には妹まる子が登場している。
臨時に振り込め詐欺啓発のために駆り出されたり、一日税務署長を務めたりなど、その注目度を利用したまもる君の活動は多岐にわたる。

## 沿革
1996年に宮古地区交通安全協会が宮古島内に5基を設置。1998年には宮古島に15基、伊良部島に1基がさらに設置された。2009年には宮古空港にも1基が設置されているが、この時点で腐食や土台の破損によって合計19基となっていた。なお、生産していた工場はすでに閉鎖されており、新たなまもる君の設置は難しい状態となっている。
2010年3月12日に多良間島の多良間空港に1基が設置された。これはもともと宮古島の上野の大嶺に設置されていたまもる君が「人事異動」されたもので、「多良間まもる君」とも呼ばれている。このような「人事異動」は、宮古島市内ではしばしば行われている。
2012年1月27日には、宮古島市より「宮古島まもる君」と妹の「まる子ちゃん」に特別住民票が交付されている。住所は宮古島警察署の所在地とされた。
2013年8月には、東平安名岬入口に「宮古島まもる君」と「まる子ちゃん」の写真撮影用パネルが設置された。
2017年3月16日には、宮古島地区交通安全協会の60周年記念事業として、県道78号（城辺線）のあたらず市場前に宮古島まもる君の石像が設置され、除幕式が行われた。
2020年9月29日には、台風のため長年行方不明となっており、宮古島市内の畑で発見されたまもる君が、再度設置された。このまもる君は修理した業者に因んで「みつお君」と名付けられた。

## 事件・事故
2011年9月17日、2体のまもる君の足やヘルメットが壊される事件が発生。棒などで殴るなどの行為を受けたとみられている。宮古島署は器物損壊容疑で捜査を開始した。その後長年修理に携わってきたボランティアの人物（顔面の修復についてもこの人物による）により、10月6日までに修復は完了した。
2016年2月2日、平良下里の交差点で乗用車同士の出合い頭の衝突事故が起き、このはずみで同所に配置されていた1体に車がぶつかり破損、同月22日には市長の下地敏彦が黒糖持参で宮古島署に『見舞い』に訪れた。この「まもる君」は4月8日に復職。この時、立番勤務による交通安全への貢献が評価され、19体全員が警視待遇巡査長から警視待遇巡査部長に昇任した。

## 派生商品
2009年12月、『宮古まもる君のうた』が発売された。これは下地暁が2007年に宮古島警察署の一日署長を務めたことをきっかけにして作成されたもので、2人の少女によるローカルユニット「パニパニJr」のデビュー曲でもあり、「第8回クイチャーフェスティバル2009」でお披露目された。この曲は2010年8月に携帯着うたサイトの「沖縄ちゅらサウンズ」で10週連続1位となり、MONGOL800の「小さな恋のうた」に次いで史上2位の記録を樹立した。
また、宮古島市では、鉛筆やボールペン等の文房具・携帯ストラップ・クッキー・清涼飲料水等のキャラクター商品が販売されて人気となっている。
かつてBS放送・J SPORTSで放送されていた「ガンバレ日本プロ野球!?」では、独自に「タイラさん」と名付けられ、オリジナルのTシャツが販売されたこともある。